# Labruyère-Dorsa
Labruyère-Dorsa település Franciaországban, Haute-Garonne megyében. Lakosainak száma 305 fő (2022. január 1.). Labruyère-Dorsa Issus, Auragne, Auterive és Grépiac községekkel határos.

## Népesség
A település népességének változása:
| Lakosok száma | 59   | 55   | 88   | 216  | 264  | 271  | 284  | 290  | 293  | 305  |
|               | 1968 | 1982 | 1990 | 2006 | 2013 | 2015 | 2017 | 2019 | 2020 | 2022 |